# Geologia strukturalna
Geologia strukturalna – dział tektoniki zajmujący się drobnymi i średnimi strukturami tektonicznymi, ich rozpoznawaniem, opisem, klasyfikacją, mechanizmami i bezpośrednimi przyczynami ich powstawania.